# Golden Gala 2013
Navigation
Édition précédente Édition suivante
Le Golden Gala 2013 est la 33e édition du meeting Golden Gala qui a eu lieu le 6 juin 2013 au Stade olympique de Rome, en Italie. Il constitue la sixième étape de la Ligue de diamant 2013.

## Résultats

### Hommes
| Épreuve          | Vainqueur                          | Second                                   | Troisième                                 |
| ---------------- | ---------------------------------- | ---------------------------------------- | ----------------------------------------- |
| 100 m            | Justin Gatlin 9 s 94               | Usain Bolt 9 s 95 (SB)                   | Jimmy Vicaut 10 s 02 (PB)                 |
| 800 m            | Mohammed Aman 1 min 43 s 61 (WL)   | Pierre Ambroise Bosse 1 min 43 s 91 (PB) | André Olivier 1 min 44 s 37 (SB)          |
| 5 000 m          | Yenew Alamirew 12 min 54 s 95 (WL) | Hagos Gebrhiwet 12 min 55 s 73 (SB)      | Isiah Kiplangat Koech 12 min 58 s 85 (SB) |
| 400 m haies      | Johnny Dutch 48 s 31               | Javier Culson 48 s 36 (SB)               | Mamadou Kassé Hanne 48 s 56 (PB)          |
| Triple saut      | Christian Taylor 17,08 m           | Daniele Greco 17,04 m                    | Teddy Tamgho 17,01 m (SB)                 |
| Saut à la perche | Raphael Holzdeppe 5,91 m (PB)      | Renaud Lavillenie 5,86 m                 | Malte Mohr 5,86 m (SB)                    |
| Lancer du poids  | David Storl 20,70 m                | Cory Martin 20,54 m                      | Dylan Armstrong 20,29 m                   |

### Femmes
| Épreuve           | Vainqueur                                | Seconde                        | Troisième                        |
| ----------------- | ---------------------------------------- | ------------------------------ | -------------------------------- |
| 200 m             | Murielle Ahouré 22 s 36 (NR)             | Allyson Felix 22 s 64          | Ivet Lalova 22 s 78 (SB)         |
| 400 m             | Amantle Montsho 49 s 87 (WL)             | Francena McCorory 50 s 05 (SB) | Natasha Hastings 50 s 53         |
| 1 500 m           | Abeba Aregawi 4 min 00 s 23              | Genzebe Dibaba 4 min 01 s 62   | Jenny Simpson 4 min 02 s 30 (SB) |
| 100 m haies       | Dawn Harper-Nelson 12 s 65               | LoLo Jones 12 s 70 (SB)        | Ginnie Crawford 12 s 90 (SB)     |
| 3 000 m steeple   | Milcah Chemos Cheywa 9 min 16 s 14 (SB)  | Lidya Chepkurui 9 min 18 s 10  | Sofia Assefa 9 min 21 s 24       |
| Saut en longueur  | Brittney Reese 6,99 m                    | Janay DeLoach Soukup 6,97 m    | Shara Proctor 6,91 m (SB)        |
| Saut en hauteur   | Anna Chicherova Svetlana Shkolina 1,98 m | —                              | Blanka Vlašić 1,95 m (SB)        |
| Lancer du disque  | Sandra Perković 68,25 m                  | Yarelis Barrios 64,41 m        | Zinaida Sendriūtė 62,85 m        |
| Lancer du javelot | Christina Obergföll 66,45 m              | Mariya Abakumova 64,03 m       | Sunette Viljoen 63,49 m (SB)     |

## Légende
Records et Performances
- AR : Record continental (area record)
- CR : Record des championnats (championship record)
- MR : Record du meeting (meet record)
- NR : Record national (national record)
- OR : Record olympique (olympic record)
- PR : Record paralympique (paralympic record)
- PB : Record personnel (personal best)
- SB : Meilleure performance personnelle de la saison (season's best)
- WL : Meilleure performance mondiale de l'année (world leader)
- WJR : Record du monde junior (world junior record)
- WR : Record du monde (world record)

Circonstances et Conditions
- DNF : N'a pas terminé (did not finish)
- DNS : N'a pas pris le départ (did not start)
- DQ : Disqualification (disqualification)
- NM : Aucun essai valable enregistré (No Mark)
- Q : Qualifié « directement » au prochain tour (ou à la prochaine compétition), lors d'une compétition majeure, grâce au classement ou à la réalisation des minima (automatic qualifier)
- q : Qualifié au prochain tour (ou à la prochaine compétition), lors d'une compétition majeure, grâce au repêchage ou à la réalisation de l'une des meilleures performances parmi celles des « non qualifiés directement » (grâce au meilleur temps ou à la meilleure distance par exemple) (secondary qualifier)